# Pomnik Weteranów Wojny w Korei
Pomnik Weteranów Wojny w Korei (ang. Korean War Veterans Memorial) – pomnik zlokalizowany w Waszyngtonie, w parku National Mall, mający upamiętniać żołnierzy biorących udział w walkach podczas wojny koreańskiej.
Kongres Stanów Zjednoczonych zatwierdził jego budowę 28 października 1986. Oficjalne otwarcie nastąpiło w 1995 roku, w 42. rocznicę rozejmu, stanowiącego zakończenie działań wojennych; dokonał go prezydent Bill Clinton. 
Pomnik ten ma trójkątną postać; w jego wnętrzu znajduje się 19 figur, wykonanych ze stali nierdzewnej, z których każda jest większych rozmiarów niż człowiek. Przedstawiają one żołnierzy amerykańskich na patrolu: 15 piechurów, 2 marines, 1 medyka, 1 członka sił powietrznych. Są w pełni uzbrojeni, teren, na którym zostali umiejscowieni przypomina szatę leśną Korei. Od północy ograniczony jest ścieżką, od południa granitową ścianą, na której znajdują się zdjęcia przedstawiające ludzi biorących udział w tej wojnie. Trzecie ramię trójkąta, zwrócone w stronę Mauzoleum Abrahama Lincolna pozostaje otwartą przestrzenią.